# Roches Noires
Koordinaten: 20° 7′ S, 57° 43′ O

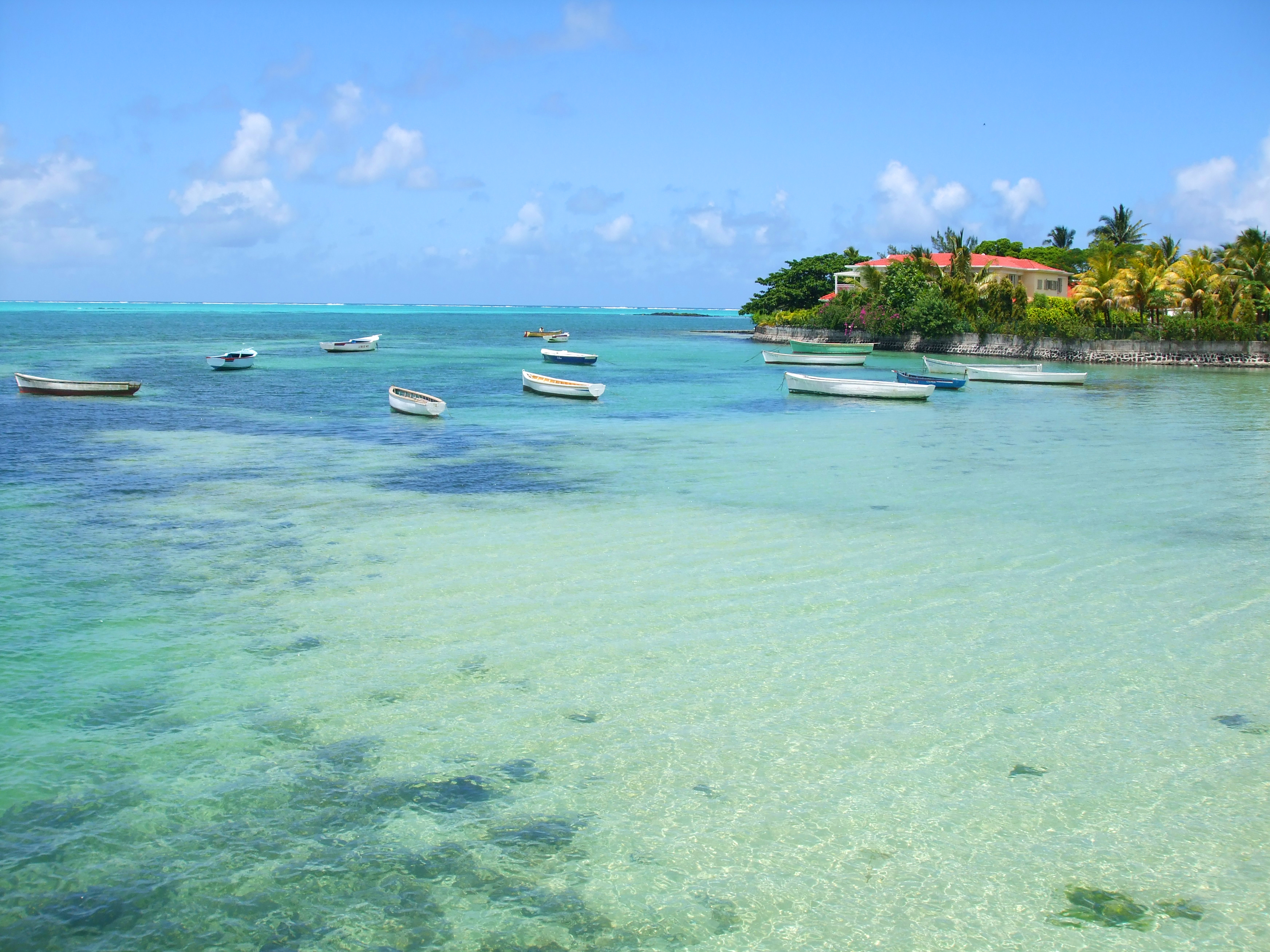
Roches Noires (2009)

Roches Noires ist eine Ortschaft („Village“) auf Mauritius.
Der Nordteil von Roches Noires gehört zum Distrikt Rivière du Rempart, der Südteil liegt im Distrikt Flacq. Bei der Volkszählung 2011 hatte der Ort 5.683 Einwohner. Beide Teile gehören administrativ zur Village Council Area Roches Noires.
Wie im benachbarten Plaines des Roches ist der Name von Roches Noires von den Basaltfelsen abgeleitet, die die Gegend prägen (Roche ist das französische Wort für Fels). Die Felsen stammen aus vulkanischen Aktivitäten vor etwa 25.000 Jahren. Auch finden sich hier Höhlen, wo das Meer den weicheren Stein ausgewaschen hat und der verbleibende Basalt die Höhlen bildete.
Südlich des Ortes liegt der Parc national de Bras d’Eau, ein als Nationalpark ausgewiesenes Waldstück.
Entstanden als Fischerort ist der Küstenstreifen von Roches Noires heute touristisch genutzt. Entlang der Küstenstraße B 15 liegen eine Reihe von Sandstränden mit Hotels und Ferienimmobilien. Im Ort selber gibt es einen offenen Yachthafen.
Am 28. November 1987 versuchte eine Boeing 747 der South African Airways, auf dem regulären Flug von Taiwan nach Südafrika, nach einem Feuerausbruch im Frachtraum eine Notlandung auf Mauritius. Dies missglückte und die Maschine stürzte vor Roches Noires ins Meer. Alle 159 Menschen an Bord starben. Bereits im Juli 1964 war Roches Noires durch einen Unfall in die Schlagzeilen gekommen: 5 Soldaten der Special Mobile Forces waren bei einem Manöver von den Wellen ins Meer gezogen worden und ertranken.